# Памятник Пушкину (Днепр)
Памятник А. С. Пушкину в Днепре (укр. Пам’ятник О. С. Пушкіну у Дніпрі) — бронзовый бюст поэту Александру Сергеевичу Пушкину, который был установлен в Днепре на проспекте Леси Украинки в 1901 году. Демонтирован 16 декабря 2022.

## История

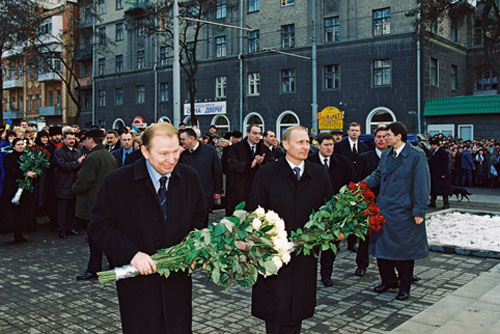
Л. Кучма и В. Путин во время возложения цветов к памятнику Пушкину, 2001 год

В 1820 году на протяжении 18 дней Александр Пушкин отбывал в Екатеринославе ссылку. Как раз в то время из екатеринославской тюрьмы бежали два брата-разбойника, что, по слухам, вдохновило поэта на создание поэмы «Разбойники».
В 1899 году в России проходила праздничная кампания по празднованию 100-летия со дня рождения Пушкина. В её рамках улица Военная в Екатеринославе была переименована в Пушкинский проспект. Тогда-же был объявлен сбор средств на установление памятника поэту. Необходимую сумму удалось собрать за 2 года. 14 октября 1901 года[календарный стиль?] состоялось торжественное открытие монумента.
Памятник был создан по проекту известного екатеринославского архитектора Георгия Панафутина. Бронзовый бюст был отлит в Петербурге по модели Ильи Гинцбурга. Постамент изготовлен из гранита, который был доставлен из-под города Александрия Херсонской губернии. Посередине вверху установлена бронзовая лира, которая также была отлита в столице. С передней стороны памятника написано «Пушкину» и ниже «1901». А с задней — слова из известного стиха поэта: «И долго буду тем любезен я народу, что чувства добрые я лирой пробуждал».
Во времена немецкой оккупации в годы Великой Отечественной войны памятник не раз подвергался нападениям. Так, офицер Вермахта, узнав, что Пушкин погиб на дуэли, выстрелил в бюст из пистолета. Сейчас, из соображений сохранности памятника, дыра от пули заделана. Вскоре оккупанты сняли бюст с постамента и отправили на металлолом. Оттуда он был спасён работниками трамвайного депо, которые выкрали бюст и спрятали его в надёжном месте. На этом месте трамвайного депо № 1 установлен памятный знак. После освобождения города памятник был восстановлен на прежнем месте.
В 1990-х годах монумент был отреставрирован и вновь открыт в 1999 году. Постановлением Кабинета министров от 21 декабря 2010 года монумент был объявлен памятником культурного наследия Украины местного значения.
16 декабря 2022 года в рамках дерусификации бюст был демонтирован.